# Johan Borgen

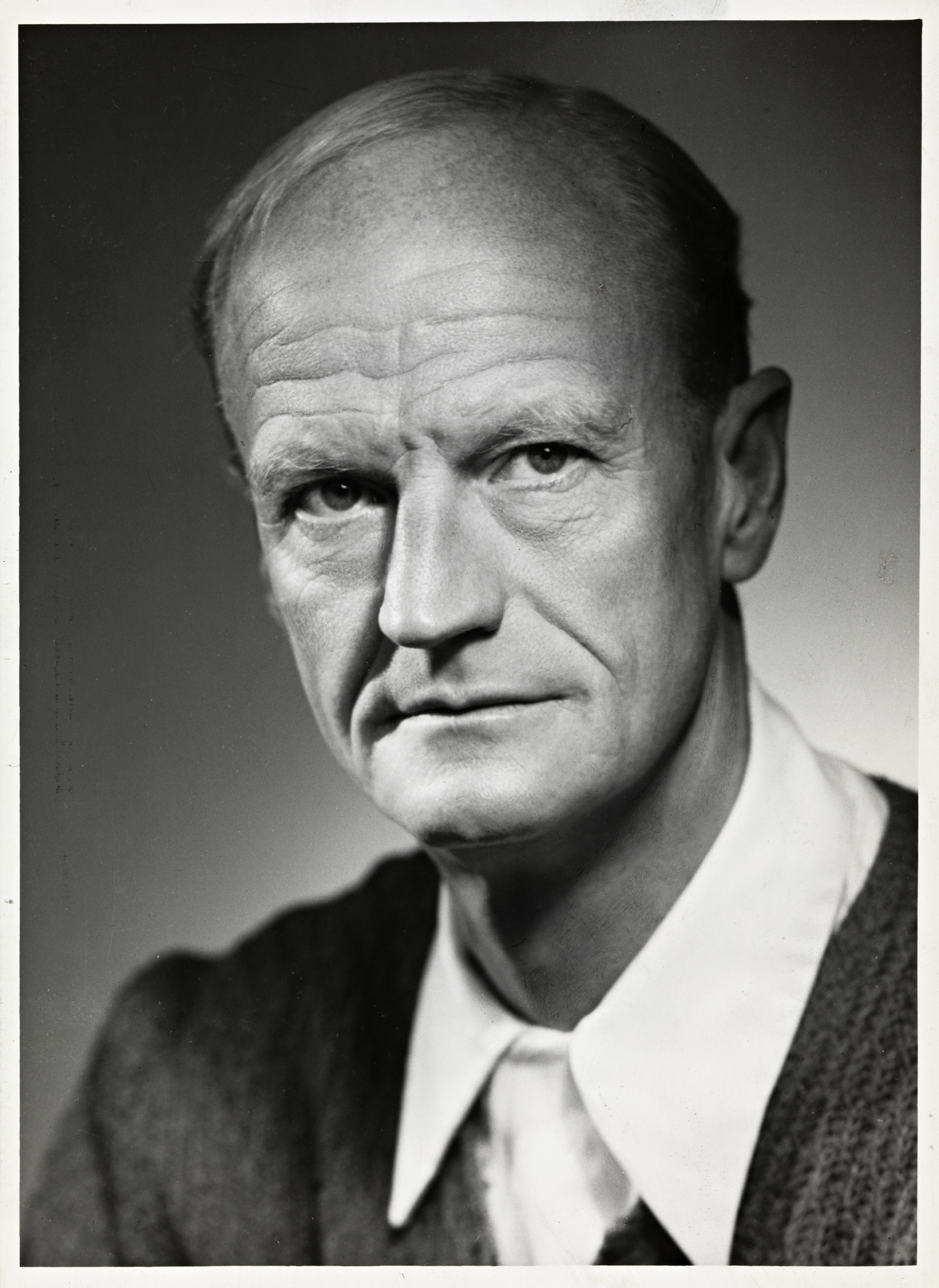
Portrett av Johan Borgen Foto:Fred Monclair/Nasjonalbiblioteket

Johan Collett Müller Borgen (* 28. April 1902 in Christiania heute Oslo; † 16. Oktober 1979 in Hvaler, Østfold) war ein norwegischer Schriftsteller, Journalist und Literaturkritiker. Er ist besonders für seine Lillelord-Trilogie bekannt. Borgen schrieb auf Riksmål.

## Leben
Borgen war der jüngste Sohn des Juristen Poul Holst Borgen (1867–1941) und dessen Ehefrau Andrea Elfrida Bommen (1868–1958). Er lebte zusammen mit seiner Familie in Frogner, einem Stadtteil in Oslo. Dort besuchte er wie auch seine drei älteren Brüder die Privatschule Frøenene Platous Forskole und später auch die Frogner Skole. Im Anschluss daran begann er an der Universität Oslo auf Wunsch seiner Eltern Jura zu studieren. Bereits nach kurzer Zeit gab er dieses Studium zu Gunsten des Journalismus auf.
Ab 1923 schrieb Borgen als Freier Mitarbeiter für verschiedene Zeitschriften und Zeitungen. Parallel dazu konnte er 1925 mit seinem ersten Roman Mot mørket erfolgreich debütieren. 1928 heiratete er in Oslo Ruth Bergljot Engelstad (1903–nach 1945), doch diese Ehe wurde bereits nach wenigen Jahren wieder geschieden. 1930 wurden er festes Radaktionsmitglied bei der Tageszeitung Dagbladet und schrieb dort bis 1941 für das Feuilleton. Für seine satirisch-polemischen Kolumnen benutzte er das Pseudonym Mumle Gåsegg, das er sich aus der Märchensammlung von Peter Christen Asbjørnsen entlieh.
1934 heiratete Borgen in zweiter Ehe Annemarta Evjenth (1913–1988) und hatte mit ihr drei Kinder; darunter die Schriftstellerin Brett Borgen (1934–2014). 1935 unterschrieb Borgen neben vielen anderen Intellektuellen ein Manifest um gegen die Verhaftung von Carl von Ossietzky zu protestieren. Der Literaturpreisträger Knut Hamsun unterstützte Borgen in vielerlei Hinsicht und galt auch als Mentor Borgens, aber er weigerte sich mit zu unterzeichnen.
Borgen war auch im Widerstand gegen die Nazis aktiv. Als nach der deutschen Besetzung Norwegens (→Unternehmen Weserübung) sich Borgen weiter mit seinen Satiren über den Nationalsozialismus und die Wehrmacht lustig machte, wurde er 1941 von der Gestapo verhaftet und im Konzentrationslager Grini (Bærum) inhaftiert. Sofort nach seiner Freilassung flüchtete er nach Schweden.
Bald nach Kriegsende kehrte Borgen zurück in seine Heimatstadt und fungierte ab 1947 als Dramaturg am Nationaltheatret in Oslo. Dieses Amt hatte er bis 1959 inne. Während dieser Zeit begann er eine Liaison mit der Schauspielerin Liv Strømsted (1922–2014), die bis zu seinem Tod Bestand hatte. Während seiner Zeit als Dramaturg wirkte Borgen ab 1954 für fünf Jahre als Herausgeber des Literaturmagazins Vinduet.
Politisch stand Borgen dem Kommunismus nahe. Er schrieb regelmäßig für die Zeitschrift Friheten, dem Sprachrohr der Norwegischen Kommunistischen Partei. Spätestens aber der Volksaufstand in Ungarn 1956 bewirkte eine Abkehr von seiner Einstellung und er wandte sich mehr und mehr dem Liberalismus zu.
Neben seinem Brotberuf als Redakteur und Journalist entstand mit den Jahren ein umfangreiches literarisches Werk, das von den Lesern wie auch von Literaturkritikern gelobt wurde. Borgen erwarb ein großes Anwesen in Hvaler (Viken), das er „Knatten“ nannte. Dort starb er 1979 und die Urne mit seiner Asche wurde dort in seinem Garten begraben. 1988 fand die Urne seiner Ehefrau ebenfalls dort Platz.

## Auszeichnungen
- 1955 Gyldendals legat
- 1955 Kritikerpreis
- 1965 Doblougpreis
- 1965 Bokhandlerprisen
- 1967 Literaturpreis des Nordischen Rates

## Werke (Auswahl)
Autobiografisches
- Dager på Grini. 1945 (Memoiren)
- Barndommens rike. 1965 (Memoiren)
- Ord gjennom år. 1967 (Briefe)
- Bagateller. 1967 (Briefe)
- Mitt hundeliv. 1971 (Briefe)

Essays
- Betraktninger og anfektelser. 1932 (Causerien als Mumle Gåsegg)
- Seksti Mumle Gåsegg. 1936 (Causerien als Mumle Gåsegg)
- Far, mor og oss. 1945.
- Danmark dejligst -? 1959.
- Innbildningens verden. 1960.
- Alltid på en søndag. 1968 (Causerien)
- 129 Mumle Gåsegg. 1971 (Causerien)

Kinderbücher
- Anes eventyr. 1943.

Kurzgeschichten und Erzählungen
- Mot mørket. 1925.
- Barnesinn. 1937.
- Hvetebrødsdager. 1948.
- Noveller om kjærlighet. 1952.
- Natt og dag. 1954.
- Noveller i utvalg 1936-1961. 1961.
- Nye noveller. 1965.
- Trær alene i skogen. 1969.
- Elsk meg bort fra min bristende bardom. 1970.
  - Deutsch: Alles war anders geworden. List, München 1970 (übersetzt von Hans Däumling)[3]
- Lykke til. 1974.
- I dette rom. 1975.

Romane
- Når alt kommer til alt. 1934.
- Lille dommedag. 1935.
- Ingen sommer. 1946.
- Kjærlighetsstien. 1946.
- Jenny og påfuglen. 1949.
- Lillelord Trilogie.

1. Lillelord. 1955.
Deutsch: Lillelord. Goverts, Frankfurt/M. 1979, ISBN 3-7740-0500-1 (übersetzt von Alken Bruns)
2. De mørke kilder. 1956.
Deutsch: Die dunklen Quellen. Goverts S. Fischer, Frankfurt/M. 1980, ISBN 3-10-007604-4 (übersetzt von Alken Bruns)
3. Vi har ham nå. 1957.
Deutsch: Wir haben ihn nun. Goverts S. Fischer, Frankfurt/M. 1981, ISBN 3-10-007605-2 (übersetzt von Alken Bruns)

- Jeg. 1959.
- Sorry boy. 1961.
- Blåtind. 1964.
  - Deutsch: Ein Mann namens Holmgren. Verlag Volk & Welt, Berlin 1970 (übersetzt von Udo Birckholz)
- Den røde tåken. 1967.
- Min arm, min tarm. 1972.
- Den store havfruen. 1973.
- Eksempler. 1974.

Schauspiele
- Kontorchef Lie. 1936.
- Høit var du elsket. 1937.
- Mens vi venter. 1938.
- Andersens. 1940.
- Akvariet. 1947.
- Vikinger. Eventyr. 1949.
- Frigjøringsdag. 1963.